# Neste de Couplan
Cet article concerne la Neste de Couplan. Pour l'ensemble des cours d'eau portant le nom de Neste, voir Neste (homonymie).
La Neste de Couplan est une  rivière du Sud-Ouest de la France qui prend naissance dans le parc national des Pyrénées. C'est un affluent de la Neste d'Aure en rive gauche.

## Hydronymie
Neste est aussi le nom générique de plusieurs de ses affluents comme, plus à l'ouest, gave est celui de nombreux cours d'eau des Pyrénées (affluents des gaves de Pau ou d'Oloron) en Bigorre et Béarn.

## Géographie
Selon le Sandre, la Neste de Couplan est un seul cours d'eau, long de 16,6 km, qui prend naissance dans le département des Hautes-Pyrénées, sur la commune d'Aragnouet.
Selon l'IGN et le cadastre d'Aragnouet, elle correspond d'abord au ruisseau de Cap de Long qui prend sa source dans le parc national des Pyrénées au niveau de la hourquette de Cap de Long (2 902 mètres) sur la commune d'Aragnouet, à près de 3 000 mètres d'altitude. Ce ruisseau rejoint le lac de Cap-de-Long puis celui d'Orédon. En sortie du barrage d'Orédon, il prend le nom de Neste de Couplan.
En amont du village de Fabian, vers 1 100 mètres d'altitude, celle-ci se jette dans la Neste d'Aragnouet qui prend à partir de ce lieu le nom de Neste d'Aure.

### Commune et département traversés
Aragnouet est la seule commune arrosée par la Neste de Couplan.

## Affluents
Ci-dessous les six affluents répertoriés par le Sandre :
- (D) Ruisseau d'Estaragne ;
- (D) Ruisseau de Bugatet ;
- (G) La Neste de l'Oule qui alimente le lac de l'Oule ;
- (G) Ruisseau de Houssadet ;
- (G) Ruisseau d'Arrouye ;
- (D) Ruisseau de Badet.

(D) rive droite ; (G) rive gauche.

## Galerie d'images

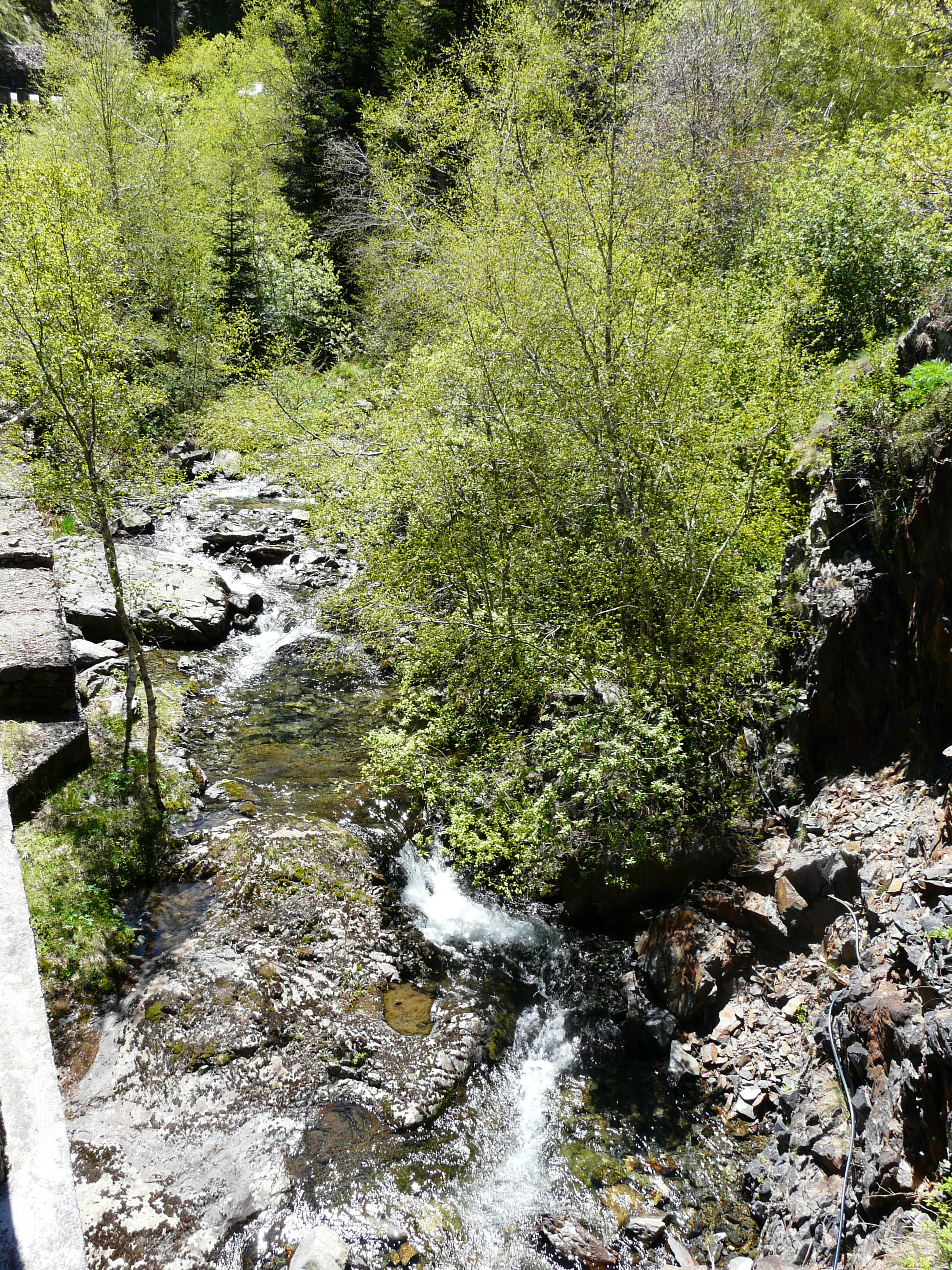
En aval du barrage d'Orédon, le long de la RD 929.
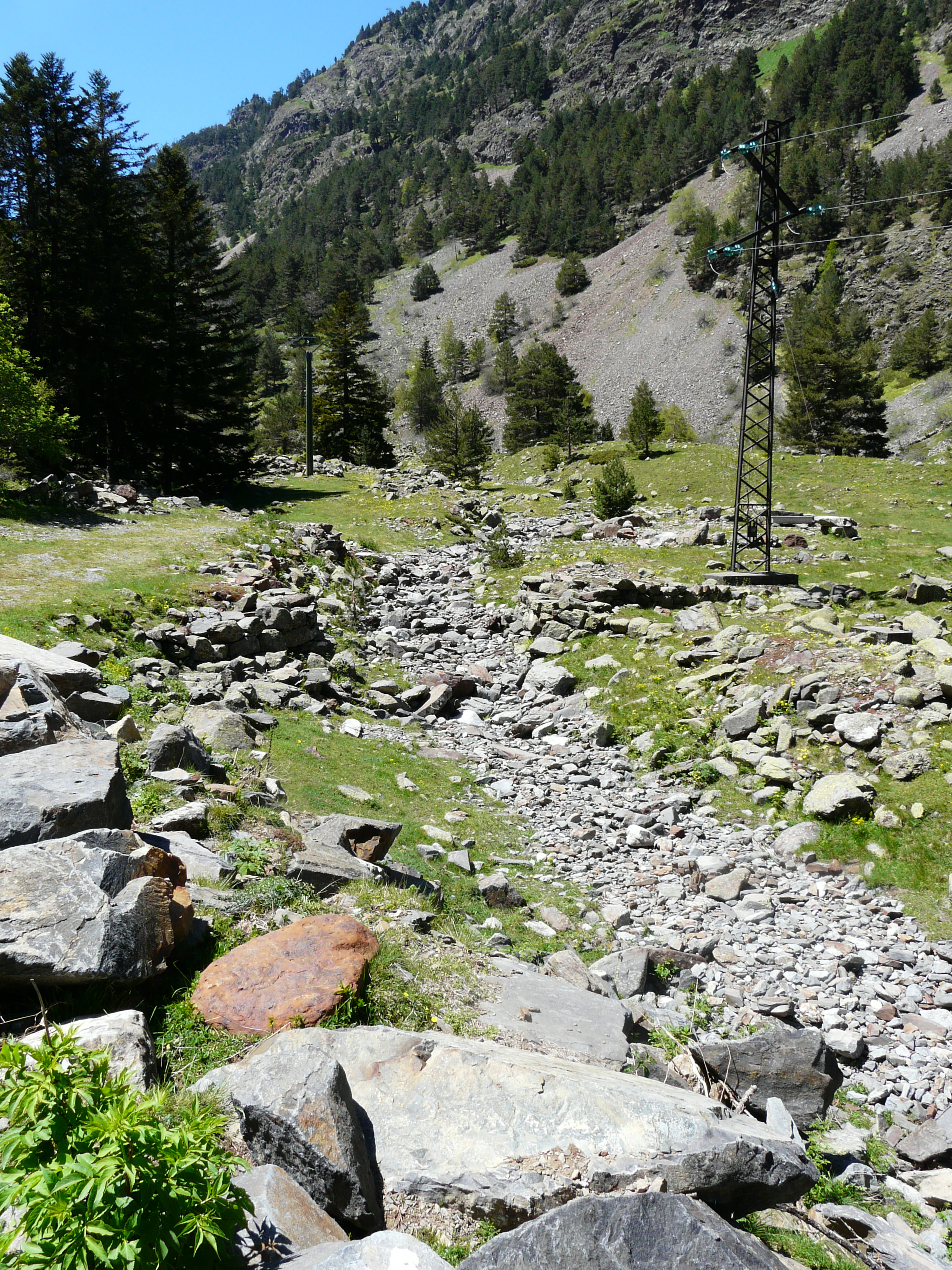
Bras asséché de la Neste de Couplan au parking de l'Oule.
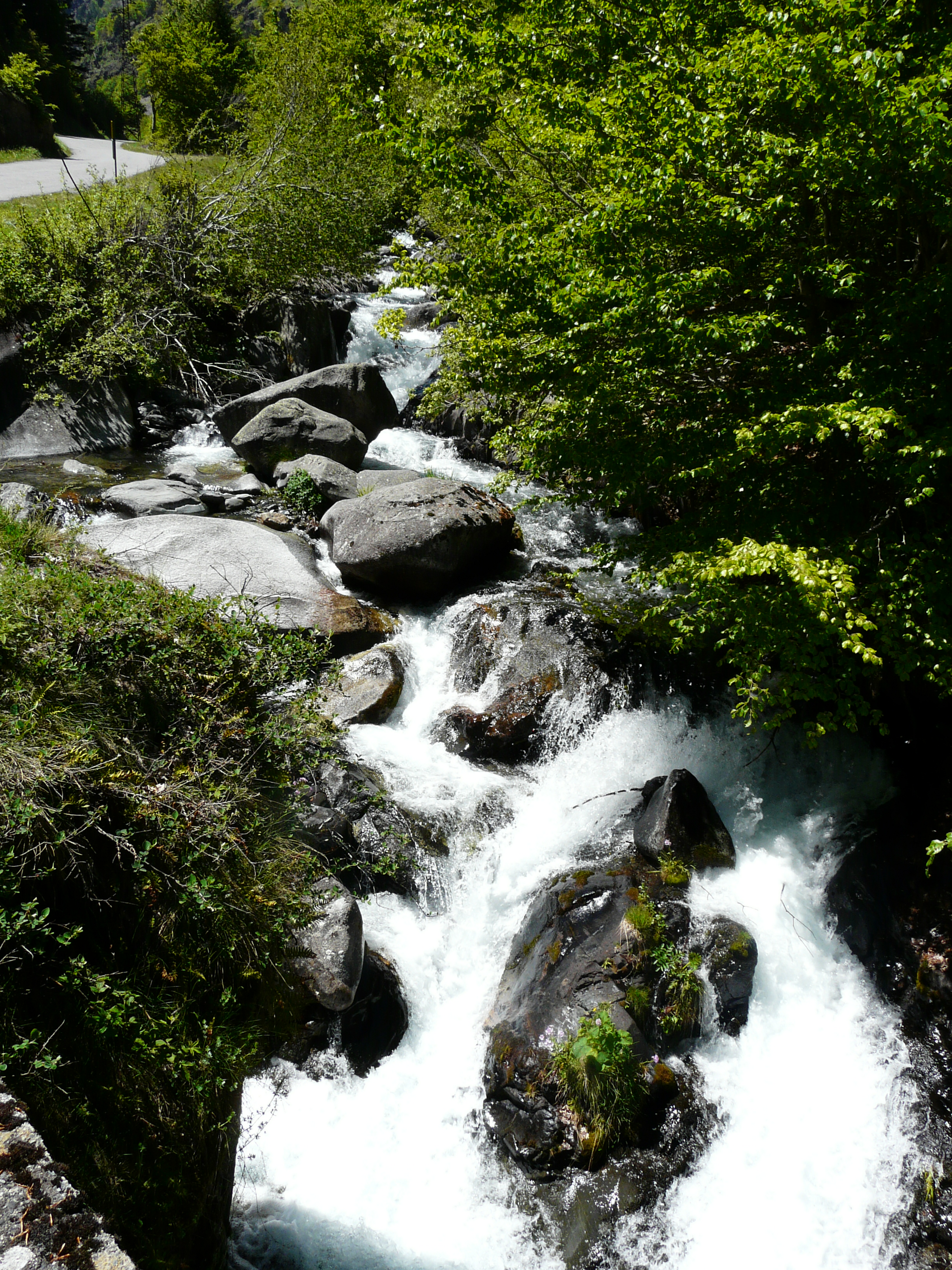
En amont du pont de Couplan.